# Gamskarkogel
Gamskarkogel är ett berg i Österrike.   Det ligger i distriktet Sankt Johann im Pongau och förbundslandet Salzburg, i den centrala delen av landet, 270 km väster om huvudstaden Wien. Toppen på Gamskarkogel är 2 467 meter över havet, eller 1 307 meter över den omgivande terrängen. Bredden vid basen är 22,1 km.
Terrängen runt Gamskarkogel är huvudsakligen bergig, men den allra närmaste omgivningen är kuperad. Närmaste större samhälle är Bad Hofgastein, 5,2 km väster om Gamskarkogel. 
I omgivningarna runt Gamskarkogel växer i huvudsak blandskog. Runt Gamskarkogel är det ganska glesbefolkat, med 45 invånare per kvadratkilometer.